# Layrac
Layrac este o comună în departamentul Lot-et-Garonne din sud-vestul Franței. În 2009 avea o populație de 3.565 de locuitori.

## Evoluția populației
| An        | 1975  | 1982  | 1990  | 1999  | 2006  | 2009  |
| --------- | ----- | ----- | ----- | ----- | ----- | ----- |
| Populație | 2.520 | 2.800 | 2.983 | 3.149 | 3.414 | 3.565 |